# 세종과학기지
세종과학기지(世宗科學基地, 영어: King Sejong Station)는 사우스셰틀랜드 제도의 킹조지 섬 남서쪽 해안 바톤 반도(남위 62° 13′  서경 58° 47′  / 남위 62.217°  서경 58.783° )에 있는 대한민국의 과학 기지로 한국해양과학기술원 부설 극지연구소에서 운영하고 있다. 이름은 조선의 제4대왕 세종대왕을 따서 지었으며, 1988년 2월 17일 건립되었다. 15개의 건물과 부두, 저유탱크 시설을 갖추고 있다.
세종기지가 위치한 킹조지 섬은 남위 62도로 비교적 온화한 날씨를 가지고 있으며, 여름에는 산란과 번식을 위해 많은 동물들이 모여들어 생물학자들의 관심을 집중시킨다. 여름에는 극지연구소를 비롯하는 다른 연구 기관에서 초청된 사람들을 90명가량 수용할 수 있다. 겨울에는 18명의 과학·기술자로 이루어진 월동연구대가 자료 수집과 시설 유지를 위해 기지에 상주하고 있다. 이들의 주요한 목적은 기후변화 연구, 생태 연구, 유용생물자원 연구 등이다. 세계 기상 기구와 함께 기상관측을 실시하며, 남극특별보호구역 나레브스키 포인트를 관리한다. 또한 다른 국가의 극지연구팀과 공동연구를 진행하고 있다.

## 개요
1988년 2월 17일 기지가 완성되었으며, 2018년 초 하계연구동, 정비동 재건축과 숙소동, 장비보관동에 대한 개보수가 완료되었다. 기지에 물자, 인원 수송은 인근 칠레 해군이 관할하는 에두아르도 프레이 몬탈바 기지에 있는 활주로를 이용한 공수를 중심으로 하여 왔지만, 2003년 사고 이후 2009년에는 쇄빙선 아라온의 이용도 이루어지게 되었다. 아라온은 2010년 1월에 로스해에서 시험 항해를 하였다.
- 생활관동 : 식당, 주방, 의무실, 자료실, 휴게실 및 월동연구대의 숙소와 통신실 등의 시설을 갖추고 있으며, 기지 생활의 중심이자 본부인 곳이다.
- 연구동 : 생물해양연구실, 대기우주과학연구실, Dry Lab과 하계 연구원의 숙소이다.
- 발전동 : 현재의 발전동은 1991년에 증축된 공간이며 발전동 오른쪽의 보트창고는 1998년에 증축되었다. 기존의 기계동과 합쳐져 1층에는 보일러, 담수화기, 발전기 등이 들어가 있으며 2층에는 시설유지반 사무실, 세탁실, 목욕탕, 운동시설 등이 있다.
- 정비동 : 기지 내의 모든 운송 수단을 점검하고 수리하는 공간으로서, 작업공간과 함께 부품 창고가 있다. 아울러, 입구 좌측으로 가연성 쓰레기를 태는 소각기와 캔 압축기 등이 있다. 옆에는 여가를 즐길 수 있는 스크린 골프장 존재.
- 중장비보관동 : 중장비와 기타 운송 수단들을 보관하는 중장비보관동은 2000년 굴삭기를 도입하면서 증축되었다. 중장비보관동에는 굴삭기를 비롯하여, 설상차, 다목적 차량 등이 보관된다.
- 신중장비보관동 : 기존의 중장비동만으로는 공간이 충분하지 않아 신축된 건물. 남극 하계시즌 보급품의 하역이 주로 이루어진다.
- 고층대기 관측동 : 고층대기 관측을 위해서는 주변의 불빛이 방해가 되기 때문에 기지 건물들로부터 다소 떨어진 곳에 관측동이 자리잡고 있다. 지붕 위를 보면 반구형의 투명한 돔을 볼 수 있는데, 이곳을 통해 하늘로부터 오는 빛을 다양한 방법으로 관측한다.
- 지구물리관측동 : 지자기 측정장치와 전자력 측정장치에서 수신된 자료는 지자기동 안의 실시간 기록계로 옮겨진다. 실시간 기록계는 실시간으로 자료를 컴퓨터에 저장하고 지자기동 옆에 있는 위성 안테나를 통해 USGS (United States Geological Survey)에 자료를 송신한다.
- 비상대피동 : 1987년~1988년 기지 건설단이 사용했던 2동의 콘테이너 임시숙소는 기지 내 화재 등 유사시에 대비한 비상숙소로 이용되고 있다.

이 외에도 보트창고, 목조창고, 잠수동, 콘테이너창고, 저유탱크 등이 있다.
- 2016년 말부터 세종과학기지는 대수선 공사를 시행하여 2018년 초 완료되었다. 새로운 하계연구동 1층에는 토양암석분석실, 현미경실, 대기우주과학연구실 등 연구 시설이, 2층에는 연구원들의 침실이 있다.

## 주변 기지
| 국적           | 기지명            | 위치                     | 년도   | 구분         |
| -------------- | ----------------- | ------------------------ | ------ | ------------ |
| 대한민국       | 세종기지          | (육지노출, 맥스웰만)     | 1988년 | 상주기지     |
| 대한민국       | 장보고기지        | (육지노출,테라노바만)    | 2014년 | 상주기지     |
| 아르헨티나     | 깔리니 기지       | (육지노출, 맥스웰만)     | 1953년 | 상주기지     |
| 러시아         | 벨링스하우젠 기지 | (육지노출,맥스웰만)      | 1968년 | 상주기지     |
| 칠레           | 프레이 기지       | (육지노출, 맥스웰만)     | 1969년 | 상주기지     |
| 칠레           | 에스쿠데로 기지   | (육지노출, 맥스웰만)     | 1995년 | 상주기지     |
| 중화인민공화국 | 장성 기지         | (육지노출,맥스웰만)      | 1985년 | 상주기지     |
| 독일           | 달만 실험실       | (육지노출,맥스웰만)      | 1981년 | 하계기지     |
| 폴란드         | 아르토프스키 기지 | (육지노출,어르미럴티만)  | 1977년 | 상주기지     |
| 브라질         | 페라즈 기지       | (육지노출, 어드미럴티만) | 1984년 | 상주기지     |
| 우루과이       | 아르티가스 기지   | (육지노출, 맥스웰만)     | 1984년 | 상주기지     |
| 페루           | 마추픽추 기지     | (만년빙, 어르미럴티만)   |        | 하계기지     |
| 미국           | 코파카바나 기지   | (육지노출, 어르미럴티만) |        | 하계기지     |
| 체코           | 에코 기지         | 넬슨섬                   |        | 하계사설기지 |

## 같이 보기
- 장보고과학기지
- 다산과학기지
- 남극 조약
- 세종대왕
- 전재규